# Arjun Kadhe
Arjun Kadhe (Pune, 7 gennaio 1994) è un tennista indiano.
Ha ottenuto i migliori risultati in doppio, specialità in cui ha vinto un titolo del circuito maggiore e ha raggiunto il 76º posto del ranking ATP nell'ottobre 2024.

## Statistiche

### Doppio

#### Vittorie (1)
| Legenda doppio       |
| Grande Slam (0)      |
| ATP Finals (0)       |
| ATP Masters 1000 (0) |
| ATP Tour 500 (0)     |
| ATP Tour 250 (1)     |

| N. | Data            | Torneo              | Superficie  | Compagno                    | Avversari in finale                 | Punteggio            |
| 1. | 20 ottobre 2024 | Almaty Open, Almaty | Cemento (i) | Rithvik Choudary Bollipalli | Nicolás Barrientos Skander Mansouri | 3–6, 7–6(3), [14–12] |